# Municípios do Brasil

Divisão no Brasil por municípios, além do Distrito Federal. Nota-se a alta densidade de municípios no litoral, especialmente nas regiões Sudeste, Sul e Nordeste

Um município no Brasil é uma circunscrição territorial dotada de personalidade jurídica e com certa autonomia administrativa, sendo a menor unidade autônoma da Federação. A sede do município é categorizada como cidade e possui o seu mesmo nome. Cada um tem sua própria Lei Orgânica que define a sua organização política, mas limitada pela Constituição Federal. Os municípios dispõem apenas dos poderes Executivo, exercido pelo prefeito, e Legislativo, sediado na câmara municipal (também chamada de câmara de vereadores). . O Poder Judiciário organiza-se em forma de comarcas que abrangem vários municípios ou parte de um município muito populoso. Portanto, não há Poder Judiciário específico de cada município.
Os municípios possuem natureza de pessoa jurídica de direito público com autonomia política, administrativa e financeira, estabelecidos pela Constituição Brasileira de 1988. A mesma constituição define quais tributos podem ser coletados pelos municípios e qual será a sua participação nos tributos coletados pelos governos federal e estadual. As populações locais podem manifestar-se em plebiscitos para pedir a sua organização em municípios cuja área deverá estar totalmente dentro de um mesmo estado-membro.
Atualmente existem 5 571 municípios (Juridicamente há 5 569 municípios legais, pois o IBGE conta como "municípios", para efeitos estatísticos, duas entidades a mais: Brasília, a capital federal, como cidade coextensiva ao Distrito Federal, e Fernando de Noronha, um distrito estadual de Pernambuco) em todo território nacional. O estado da Federação com menos municípios é Roraima, com apenas quinze. Enquanto isso, Minas Gerais possui a maior quantidade, chegando a 853. Existem propostas para a diminuição da quantidade de municípios, extinguido municípios com menos de 5 mil habitantes e com baixa arrecadação. Ao passo que, outras localidades buscam a emancipação para tornarem-se municípios porém, a criação de novos municípios está suspensa desde 1996, até que seja aprovada uma lei complementar federal acerca da temática, após a aprovação da EC 15/1996.

## Características
Apesar de erroneamente no senso comum da população brasileira município ser associado ao conceito de cidade, município não é sinônimo de cidade. Esta última seria apenas o distrito-sede do município. O Decreto-Lei nº 311, de 2 de março de 1938, em seu artigo 3º, a sede do município tem a categoria de cidade e lhe dá o nome e no artigo 4º, o distrito se designará pelo nome da respectiva sede, a qual, enquanto não for erigida em cidade, terá, a categoria de vila.
Quinze municípios possuem população maior do 1 milhão de habitantes, sendo apenas 2 que não são capitais de estado. Dentro desta lista alguns possuem população maior do que muitos países do mundo, como é o caso de São Paulo, o mais populoso do Brasil com mais de 12 milhões de habitantes, enquanto outros possuem menos de com 5 000 habitantes. Há ainda outros com área maior do que vários países no mundo (Altamira o maior em área, no Pará, é quase duas vezes maior que Portugal), outros com menos de dez km², como Santa Cruz de Minas em Minas Gerais, o menor município em extensão territorial do país com apenas 3,565 km². Também podem ser formados por territórios desconexos, como é o caso de Mineiros e Sítio d'Abadia, em Goiás, e Senador José Porfírio, no Pará.
De forma agrupada, o país possui 122 municípios fronteiriços (dez deles bifronteiriços) e 279 municípios com litoral, dois quais apenas dois (Oiapoque e Santa Vitória do Palmar) acumulam ambas as funções. Além disso, 96 municípios possuem segundo turno em eleições municipais. Em se tratando das linhas imaginárias, existem 18 municípios cortados pela linha do equador, sendo seis municípios no Amazonas e no Pará (33,33% cada), quatro no Amapá (22,22%) e dois em Roraima (11,11%). Entre esses 18 municípios, apenas uma capital é abrangida (Macapá – 5,56% do total). Já o trópico de Capricórnio atravessa 61 municípios, sendo 5 (8,2%) no Mato Grosso do Sul, 31 (50,82%) no Paraná e 25 (40,98%) em São Paulo, no qual apenas uma capital é contemplada (São Paulo – 1,64% do total).
A partir da Constituição de 1967 e da Lei Complementar Federal n° 1 de 09/11/1967 foi dificultada a criação de municípios em todo o país, tornando bem mais rígidos os requisitos mínimos exigidos por lei para a emancipação e criação de um município. 

### Extinção de pequenos municípios
A proposta de extinção de pequenos municípios foi uma iniciativa legislativa apresentada no Congresso Nacional com o objetivo de eliminar e reorganizar municípios de pequeno porte e distritos em todo o país. Fazia parte do Plano Mais Brasil, proposto pelo presidente Jair Bolsonaro e pelo ministro da Economia, Paulo Guedes, e foi incorporada à PEC do Pacto Federativo (PEC 188/2019) em novembro de 2019. A proposta estabelecia critérios de viabilidade financeira para a criação e desmembramento de municípios, fixando o prazo de 30 de junho de 2023 para que municípios com até 5 000 habitantes comprovassem sua sustentabilidade financeira. Caso não comprovassem, seriam incorporados por municípios vizinhos a partir de 1º de janeiro de 2025. A medida afetaria um número significativo de municípios, com estudos divergindo sobre o total de cidades impactadas. A proposta envolvia a fusão de municípios com menos de 5 mil habitantes e dependentes de repasses da União, o que resultaria na extinção de cargos políticos e municipais. Essa medida visava lidar com a baixa arrecadação de impostos próprios nessas localidades.

### Poder Judiciário
O Poder Judiciário organiza-se em forma de comarcas, que podem abranger vários municípios (caso da Comarca de Osasco, no estado de São Paulo, que abrange os municípios de Barueri, Carapicuíba, Jandira, Osasco e Santana de Parnaíba), ou um único município (caso da Comarca da Capital (Município de São Paulo), também no estado de São Paulo). Portanto, não há Poder Judiciário específico para cada município. Pode ocorrer de uma comarca possuir um único município, porém tal caso seria mera coincidência.

## Lista
A seguir são listadas todos as categorias de todos os municípios brasileiros por estado em ordem alfabética, bem como a porcentagem aproximada em relação ao total, conforme a listagem do Instituto Brasileiro de Geografia e Estatística:
- Municípios do Acre (AC) - 22 (0,40%)
- Municípios de Alagoas (AL) - 102 (1,83%)
- Municípios do Amapá (AP) - 16 (0,29%)
- Municípios do Amazonas (AM) - 62 (1,11%)
- Municípios da Bahia (BA) - 417 (7,49%)
- Municípios do Ceará (CE) - 184 (3,30%)
- Municípios do Espírito Santo (ES) - 78 (1,40%)
- Municípios de Goiás (GO) - 246 (4,42%)
- Municípios do Maranhão (MA) - 217 (3,90%)
- Municípios de Mato Grosso do Sul (MS) - 79 (1,42%)
- Municípios de Minas Gerais (MG) - 853 (15,32%)
- Municípios de Mato Grosso (MT) - 142 (2,55%)
- Municípios do Pará (PA) - 144 (2,59%)
- Municípios da Paraíba (PB) - 223 (4%)
- Municípios do Paraná (PR) - 399 (7,16%)
- Municípios de Pernambuco (PE) - 185 (3,32%)
- Municípios do Piauí (PI) - 224 (4,02%)
- Municípios do Rio de Janeiro (RJ) - 92 (1,65%)
- Municípios do Rio Grande do Norte (RN) - 167 (3%)
- Municípios do Rio Grande do Sul (RS) - 497 (8,92%)
- Municípios de Rondônia (RO) - 52 (0,93%)
- Municípios de Roraima (RR) - 15 (0,27%)
- Municípios de Santa Catarina (SC) - 295 (5,3%)
- Municípios de São Paulo (SP) - 645 (11,58%)
- Municípios de Sergipe (SE) - 75 (1,35%)
- Municípios do Tocantins (TO) - 139 (2,5%)